# Pavol Diňa
Pavol Diňa (né le 11 juillet 1963 à Snina en Tchécoslovaquie) est un joueur de football slovaque, désormais entraîneur.